# Heptonolactone
L'heptonolactone (E370) est un additif alimentaire. C'est un acidifiant de synthèse qui n'est pas sans danger et serait même interdit dans de nombreux pays. Il existe des rapports contradictoires.

## Description
La molécule d'heptonolactone est composée de cinq groupes hydroxyle (-OH). Les trois substituants du cycle forment la configuration cis. 
Des liaisons hydrogène intramoléculaires s'établissent. Cette molécule est soluble dans l'eau grâce à ses liaisons -OH.
L'heptonolactone porte le nom chimique α-D-glucoheptonic acid lactone en anglais, aussi connue sous le nom chimique de D-glycéro-D-gulo-heptono-1,4-lactone. Le terme « gulo » détermine la manière dont sont disposés les carbones asymétriques.

## Synthèse
C'est un produit synthétique préparé à partir de l'acide hydroxyheptanoïque.
L'heptonolactone fait partie de la famille des sucres. Elle s'obtient par réaction du glucose avec du cyanure de potassium (KCN) ou du cyanure de sodium (NaCN). C'est la synthèse de Kiliani.

## Utilisations
D'après,.
L'heptonolactone est utilisée :
- pour réguler l'acidité, c'est un adipate[7] ;
- comme agent de saveur ;
- pour l'arôme de noix de coco, la noisette et la vanille ;
- pour préparer des produits pharmaceutiques.